# Asini Dentó
Asini Dentó (en llatí Asinius Dento) era un militar romà del segle i aC. Ciceró (ad Att. 5.20) l'anomena nobilis sui generis. Va ser primus pilus sota Marc Bíbul l'any 51 aC, i va morir prop del mont Amanus.